# 馬嶺山紅軍阻擊戰場遺址
馬嶺山紅軍阻擊戰場遺址位於四川省阿壩藏族羌族自治州汶川縣，文物遺址年代判定為1935年。2007年6月1日公佈為四川省第七批文物保護單位。